# کاندری-کول
کاندری-کول (انگلیسی: Kandry-Kul) یک شهرک در شهرستان بیژبولیاکسکی باشقیرستان کشور روسیه است.